# Habrolepis occidua
Habrolepis occidua är en stekelart som beskrevs av Annecke och Mynhardt 1970. Habrolepis occidua ingår i släktet Habrolepis och familjen sköldlussteklar.
Artens utbredningsområde är Namibia. Inga underarter finns listade i Catalogue of Life.